# Peter Steiger (Architekt)
Peter Steiger (* 27. November 1928 in Zürich; † 29. Juli 2023) war ein Schweizer Architekt und Hochschullehrer.

## Leben und Wirken
Peter Steiger war Sohn des Architektenpaars Flora Steiger-Crawford und Rudolf Steiger. Er beschäftigte sich früh mit Fragen der Stadt- und Landschaftsplanung. So wirkte er in der Zürcher Arbeitsgruppe für Städtebau (ZAS) mit. In den 1970er Jahren wendete er sich verstärkt den Themen Energie, Ökologie und Nachhaltigkeit in der Architektur zu.
Neben seiner Tätigkeit in eigenen Büros hatte Peter Steiger verschiedene Lehraufträge in Berkeley (Kalifornien) und an der ETH Zürich sowie 1973–1992 eine Professur für Entwerfen und Hochbaukonstruktion an der Technischen Hochschule Darmstadt inne.
Er starb im Juli 2023 im Alter von 94 Jahren.

## Schriften (Auswahl)
- Plenar. Planung, Energie, Architektur. Peter Steiger, Conrad U. Brunner et al., Niggli, Niederteufen 1975, ISBN 3-7212-00780.
- Chancen und Widerstände auf dem Weg zum nachhaltigen Planen und Bauen. gta Verlag, Zürich 2009, ISBN 978-3-85676-242-1.